# マデラ (カリフォルニア州)
マデラ（英: Madera）は、アメリカ合衆国カリフォルニア州のマデラ郡にある都市。同郡の郡庁所在地である。人口は6万6224人（2020年）。マデラ郡全郡とフレズノ都市圏に跨るマデラ・チャウチラ都市圏の主要都市であり、フレズノ市からは北西の郊外、サンホアキン・バレーに位置する。

## 歴史
マデラの町は1876年にカリフォルニア製材会社が区画を引いた。最初の郵便局は1877年に開設された。1907年には市制が布かれた。
市のランドマークとしては、歴史あるマデラ給水塔と市が運営するドライブイン映画劇場がある。

## 地理と気候
マデラは北緯36度57分41秒 西経120度03分39秒 / 北緯36.96139度 西経120.06083度に位置する。アメリカ合衆国国勢調査局に拠れば、市域全面積は12.3平方マイル (31.8 km2)であり、すべて陸地である。
市内にはマデラ・アメリカブドウ栽培地域がある。カリフォルニア州の地理中心がマデラの東38マイル (61 km)、マデラ郡内にある。
1月の平均最高気温は 53.9°F(12.2℃)、最低気温は 35.9°F(2.2℃) である。7月の平均最高気温は 98.3°F(36.8℃)、最低気温は 61.4°F(16.3℃) である。年平均で 90°F(32℃) を超える日が105.2日あり、32°F(0℃) を下回る日が30.8日ある。過去最高気温は1961年7月13日の 116°F(46.7℃)、過去最低気温は1949年1月10日の 15°F(−9.4℃) だった。
年平均降水量は10.97インチ (278 mm) であり、計測可能な降水日は43日ある。過去最も降水量が多かった年は1983年の22.13インチ (562 mm)、最も少なかったのは1932年の4.73インチ (120 mm) だった。1か月間で最も降水量が多かったのは1991年3月の7.11インチ (181 mm) だった。24時間雨量で最も多かったのは2005年5月6日の2.60インチ (66 mm) だった。降雪は稀だが、1962年1月に4.0インチ (10 cm) を記録した。

## 人口動態
以下は2000年の国勢調査による人口統計データである。
| 基礎データ - 人口: 43,207人（2009年では56,710人） - 世帯数: 11,978世帯 - 家族数: 9,438家族 - 人口密度: 1,357.4人/km2（3,515.3人/mi2） - 住居数: 12,521軒 - 住居密度: 393.4軒/km2（1,018.7軒/mi2） 人種別人口構成 - 白人: 48.2% - アフリカン・アメリカン: 3.9% - ネイティブ・アメリカン: 1.8% - アジア人: 1.4% - 太平洋諸島系: 0.1% - その他の人種: 38.0% - 混血: 5.7% - ヒスパニック・ラテン系: 67.8% 年齢別人口構成 - 18歳未満: 35.4% - 18-24歳:12.5% - 25-44歳: 28.2% - 45-64歳: 14.9% - 65歳以上: 8.8% - 年齢の中央値: 26歳 - 性比（女性100人あたり男性の人口） - 総人口: 102.8 - 18歳以上: 101.1 | 世帯と家族（対世帯数） - 18歳未満の子供がいる: 48.4% - 結婚・同居している夫婦: 53.7% - 未婚・離婚・死別女性が世帯主: 17.5% - 非家族世帯: 21.2% - 単身世帯: 16.8% - 65歳以上の老人1人暮らし: 7.9% - 平均構成人数 - 世帯: 3.57人 - 家族: 3.90人 収入と家計（2007年推計） - 収入の中央値 - 世帯: 31,033米ドル - 家族: 31,927米ドル - 性別 - 男性: 29,776米ドル - 女性: 23,210米ドル - 人口1人あたり収入: 11,674米ドル - 貧困線以下 - 対人口: 32.5% - 対家族数: 25.6% - 18歳未満: 40.0% - 65歳以上: 12.7% |

## 教育
高等教育機関としては、州中央コミュニティ・カレッジ地区のキャンパスであるマデラ・コミュニティ・カレッジ・センターがある。
マデラ市の公共教育はマデラ統一教育学区が管轄している。

## 交通
市内にはカリフォルニア州道99号線がほぼ北西から南東に貫いている。市の東部にあるカリフォルニア州道41号線には東向き郡道あるいは州道145号線を介して接続しており、州道145号線は北東から南西方向に市内に入り、州道99号線と交差して真南に向っている。カリフォルニア州道152号線の東端が市の北部10マイル (16 km) にあり、州道99号線と接続している。

## 政治
カリフォルニア州議会では、上院の第12および下院の第29選挙区に属している。連邦議会下院ではカリフォルニア州第19選挙区に属しており、クック投票動向指数は共和党+10となっている。2010年時点ですべて共和党議員が務めている。

## 著名な出身者と住人
- ビル・エイケン（別名ゼイン・アシュトン）、レコードアーティスト、賞を得た作詞家、編曲家、プロデューサー、ギター奏者、「レッキング・クルー」と呼ばれたスタジオグループの初期メンバー、2007年に音楽家の殿堂入り
- ケリー・ビーティ、雑誌「スカイ&テレスコープ」、「ニューヨーク・タイムズ」、新聞「ボストン・グローブ」および「クリスチャン・サイエンス・モニター」の宇宙科学分野寄稿者かつ編集者、著書に"太陽系の探索: もう一つの世界"、月刊誌「ナショナル ジオグラフィック」にも寄稿、ワシントンD.C.のアメリカ地球物理学連合からロバート・C・コーウェン賞を受賞[7]
- ゾイラ・フロースト、女子総合格闘技チャンピオン[8]
- マーカス・ドラド、肖像画家、新聞に掲載される白黒スケッチが得意[9]

## 姉妹都市
- 宜蘭市、中華民国宜蘭県（1994年締結）